# Champagné-le-Sec
Champagné-le-Sec è un comune francese di 214 abitanti situato nel dipartimento della Vienne nella regione della Nuova Aquitania.

## Società

### Evoluzione demografica
Abitanti censiti